# 國度復興報
國度復興報(香港)，為香港基督教傳播媒體，由國度侍奉中心創辦，於2004年創刊，由何寶生傳道創辦。國度復興報(香港)是台灣財團法人國度復興傳播基金會創刊、楊寧亞牧師發行的《國度復興報》的延伸。 該報為半月刊，免費派發給香港的基督教團體。